# Dödande kärlek
Dödande kärlek (originaltitel Killer's Kiss) från 1955 var Stanley Kubricks andra långfilm. Den är en lågbudgetfilm där Kubrick förutom regin även stod för foto och klippning samt var medförfattare och medproducent. Stora delar av filmen är inspelade i närheten av Kubricks bostad.

## Handling
Filmen handlar om en boxare i slutet av karriären, Davy Gordon (Jamie Smith), som blir intresserad av danserskan Gloria (Irene Kane) som bor i hyreslägenheten mittemot hans. På natten efter att han förlorat en match hör han Gloria skrika och springer över till hennes lägenhet. Genom att hjälpa Gloria och förälska sig i henne ådrar han sig hennes våldsamme chefs, Vincent Rapallos (Frank Silvera), dödliga svartsjuka.
Dödande kärlek är en ganska konventionell thriller med stora inslag av actionscener. Den romantiska historien är också konventionell och närmast melodramatisk. Kubrick tycks inte ha haft några större konstnärliga ambitioner utan ha sett filmen mest som ett prov på att han behärskade hantverket. Han beskrev den senare som dålig. Filmen innehåller dock en del ovanliga inslag, som en originellt filmad drömscen.